# Metro de Washington
El Metro de Washington (oficialmente Metrorail) es el sistema de metro de Washington D. C. y las comunidades vecinas en Maryland y Virginia. Es el segundo metro con más pasajeros de Estados Unidos, solo superado por el Metro de Nueva York. En Maryland, sirve a los condados de Prince George y Montgomery; y en Virginia, a los condados de Fairfax, Arlington y a la ciudad de Alexandria.
Desde su inauguración en 1976, la red ha crecido hasta cinco líneas, y está compuesta por 86 estaciones y 171 km (106,3 millas). Este metro está operado por la Autoridad de Tránsito del Área Metropolitana de Washington (en inglés, Washington Metropolitan Area Transit Authority). 

## Líneas del sistema

Mapa geográfico del sistema.

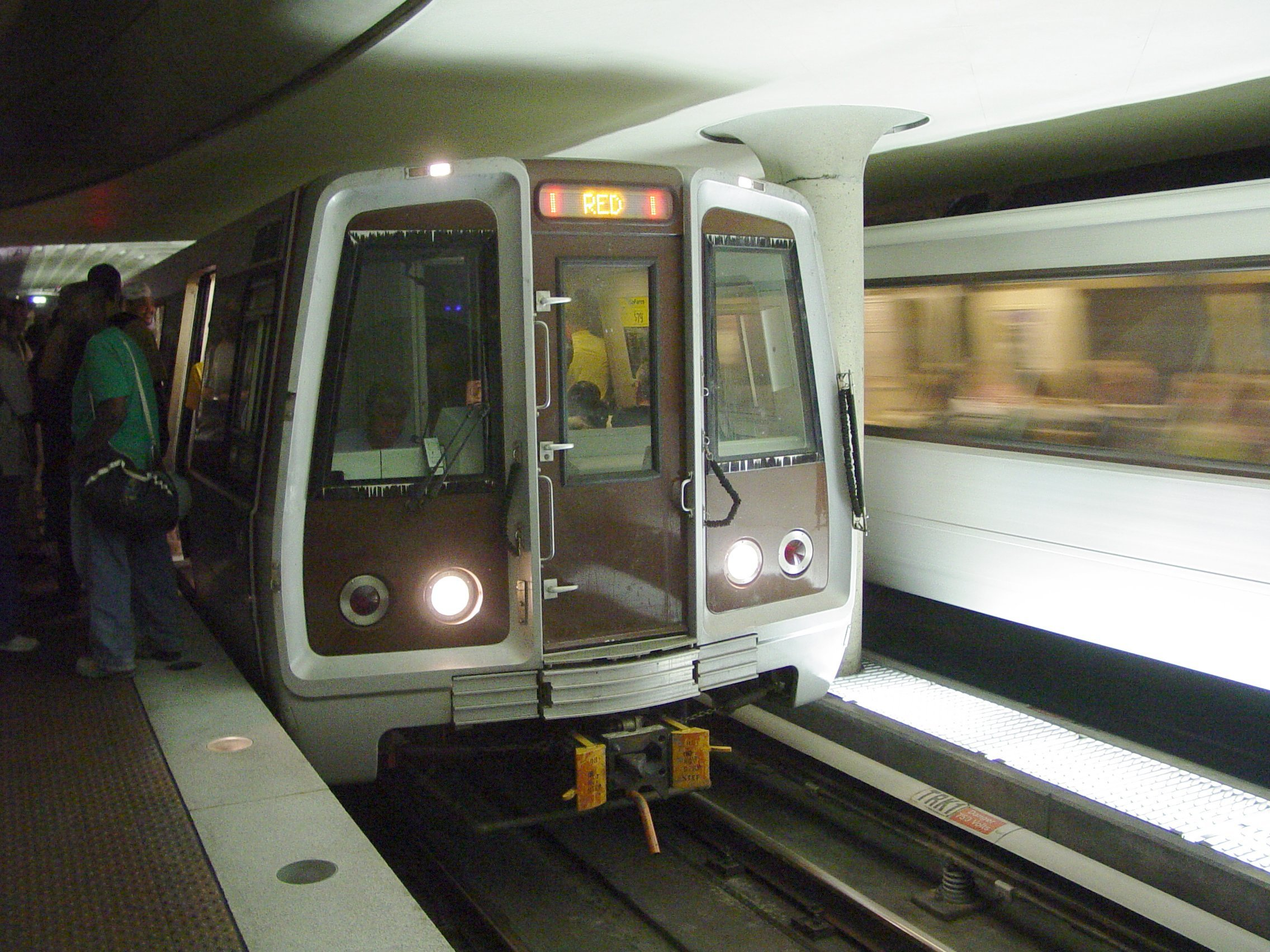
Tren de la Línea Roja en
la estación Metro Center.

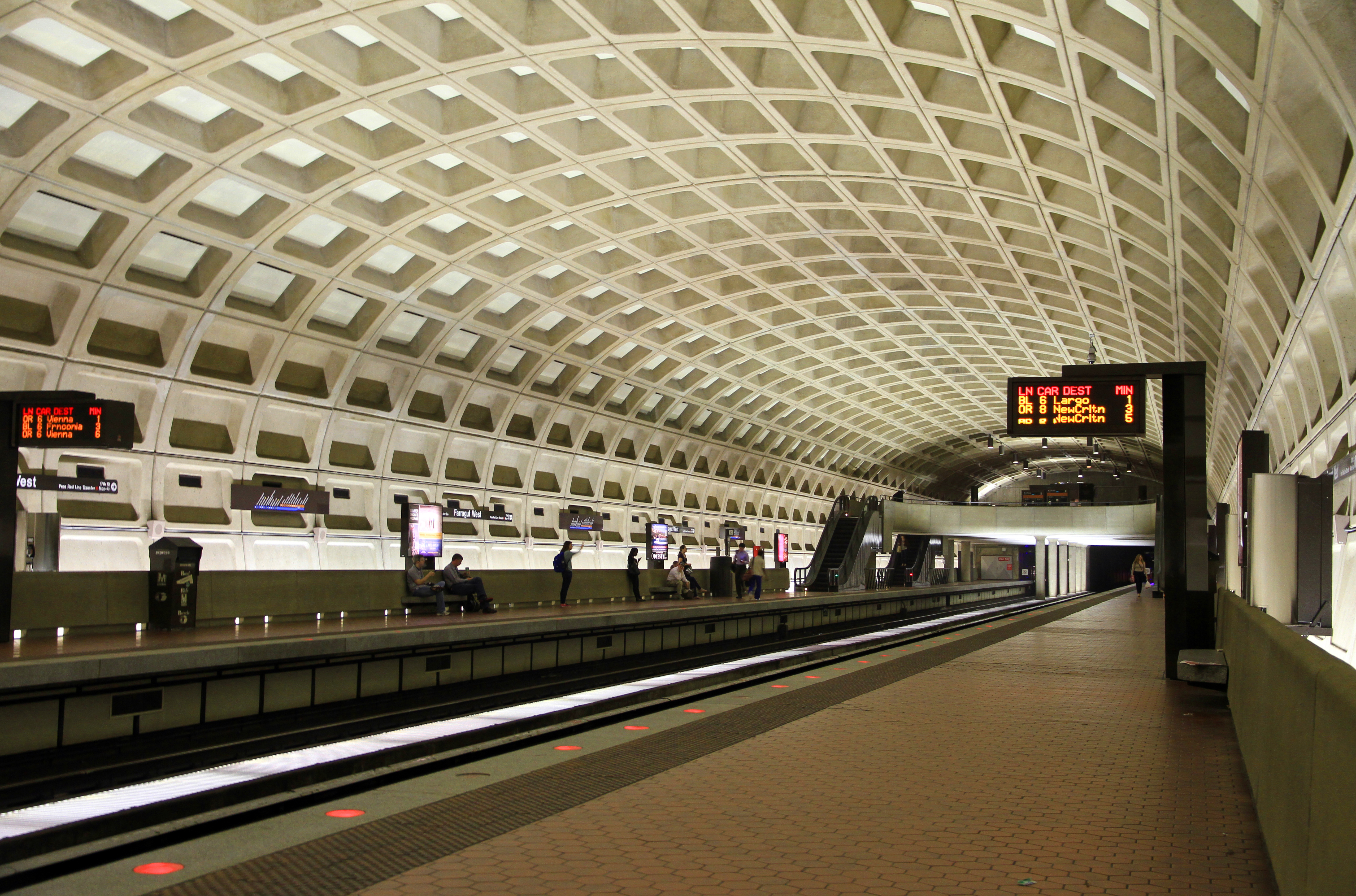
La estación Farragut West.

Hay cinco líneas operando y dos planeadas:
| Nombre de la línea | Nombre de la línea | Inauguración | Estaciones | Terminal                                                         |
| ------------------ | ------------------ | ------------ | ---------- | ---------------------------------------------------------------- |
|                    | Línea Roja         | 1976         | 27         | Shady Grove - Glenmont                                           |
|                    | Línea Naranja      | 1978         | 26         | Vienna/Fairfax-GMU - New Carrollton                              |
|                    | Línea Azul         | 1977         | 27         | Franconia-Springfield - Largo Town Center                        |
|                    | Línea Amarilla     | 1983         | 17         | Huntington - Fort Totten / Mt Vernon Sq/7th St-Convention Center |
|                    | Línea Verde        | 1991         | 21         | Avenida Branch - Greenbelt                                       |
|                    | Línea Plateada     | 2014 - 2020  | 28         | Ashburn - Largo Town Center                                      |

## Historia
La WMATA aprobó los planes para un sistema regional de 98 millas (158 km) en 1968, y la construcción empezó en 1969. El sistema abrió el 27 de marzo de 1976, con 4,6 millas (7 kilómetros) de la Línea Roja y cinco estaciones en el Distrito de Columbia. El condado de Arlington (Virginia) se enlazó al sistema el 1 de julio de 1976, el condado de Montgomery (Maryland) el 6 de febrero de 1978, el condado de Prince George (Maryland) el 20 de noviembre de 1978 y los condados de Fairfax y Alexandria (Virginia) el 17 de diciembre de 1983.
El sistema de 103 millas (166 km) y 83 estaciones se completó con la opertura de la Línea Verde el 13 de enero de 2001. Sin embargo, esto no significó el final del crecimiento del metro: una extensión de 3,22 millas (5,18 km) de la Línea Azul a las estaciones de Largo Town Center y Morgan Boulevard abrió el 18 de diciembre de 2004.
El récord de viajes de un solo día fue el 20 de enero de 2009, cuando 1,120,000 personas usó el metro debido a la  Investidura presidencial de Barack Obama. En el 21 de enero de 2017 (el día después de la Investidura presidencial de Donald Trump), 1,001,616 pasajeros usó el metro debido a la Marcha de las Mujeres en Washington; este día fue el récord de viajes para el fin de semana.
En el marzo de 2009, la construcción de la Línea Plata del metro (un ramal de la Línea Anaranjada) comenzó; este línea enlazará el Condado de Fairfax con el Aeropuerto Internacional de Dulles y el Condado de Loudoun, que no tenía servicio del metro. Las primeras 5 estaciones de la Línea Plata (de Whiele-Reston East a McLean) abrieron en el 26 de julio de 2014; todos los trenes de este línea continua al terminal Largo Town Center en la Línea Azul. Después del año 2020, las seis otras estaciones de la Línea Plata serán inauguradas; este línea terminará en la estación Ashburn, que es noroeste del aeropuerto.
Durante la construcción de la Línea Plata, hubo numerosas averías y accidentes que fueron causadas por una falta de inversión; en el año 2016, el rendimiento a tiempo cayó drásticamente debido a numerosas interrupciones del servicio que fueron causados por problemas de mantenimiento. En el mayo de 2018, la WMATA anunció un programa de rehabilitación de las plataformas a 20 estaciones elevadas del sistema; entre el mayo y septiembre de 2019, seis estaciones de las líneas Azul y Amarilla sur de la Aeropuerto Nacional Ronald Reagan serían cerrados, y 14 otras estaciones serán rehabilitados entre el septiembre de 2019 y el fin de 2021.